# 8683 Sjölander
A 8683 Sjolander (ideiglenes jelöléssel 1992 EE13) egy kisbolygó a Naprendszerben. Az UESAC program keretében fedezték fel 1992. március 2-án.